# Viktor Fasth
Erik Sixten Viktor Fasth (Kalix, 8 agosto 1982) è un hockeista su ghiaccio svedese professionista che gioca nel ruolo di portiere. Dalla stagione 2015-2016 gioca nella Kontinental Hockey League con la squadra del CSKA Mosca.